# Lorenz Schreiner
Lorenz Schreiner (* 29. Juli 1920 in Mühlbach, Tschechoslowakei; † 7. August 2008 in Gräfelfing) war ein sudetendeutscher HNO-Arzt, Hochschullehrer und Heimatforscher des Egerlandes.

## Leben

### Herkunft und Jugend
Lorenz Schreiner wurde als zweiter Sohn der Familie Anton und Marie Schreiner auf dem Anwesen des elterlichen Ausflugs- und Waldrestaurants „Schwalbenmühle“ in Mühlbach geboren und wuchs dort auf. Er besuchte nach der Volksschule die Staatsrealschule für Jungen im Zentralschulhaus Rudolfinum in Eger und wechselte auf Wunsch seiner Eltern in der Obertertia an die Lehrerbildungsanstalt im selben Gebäude, wo er 1940 das Abitur ablegte.

### Medizinisch-wissenschaftliche Ausbildung und Wirken
Nach dem Kriegseinsatz im Zweiten Weltkrieg wurde er nach Kriegsende im Mai 1945 ein Jahr von den tschechoslowakeischen Behörden in Eger inhaftiert und kam nach seiner Entlassung als Heimatvertriebener nach Franken, wo er an der Universität Erlangen ein Studium der Medizin begann und an der Ludwig-Maximilians-Universität München (LMU) fortsetzte. Er war Mitglied der Burschenschaft Germania Erlangen. 1951 legte er das Staatsexamen ab mit anschließender Promotion zum Doktor der Medizin. Danach war er wissenschaftlicher Assistent am pathologischen Institut der Universität München.
Es folgte eine 13-jährige Fachausbildung an der Hals-Nasen-Ohren Universitätsklinik in München (siehe Hals-Nasen-Ohren-Heilkunde), und 1963 mit der Habilitation zu dem Thema: „Untersuchungen mit radioaktiven Stoffen zur Herkunft der Perilymphe“. 1967 Chefarzt am Krankenhaus München-Pasing, dem früheren Lehrkrankenhaus der Technischen Universität München (TUM) und späterem Lehrkrankenhaus der LMU. Zahlreiche Vortragsreisen führten ihn nach Argentinien, den USA, Japan und Südafrika.
In seinem wissenschaftlichen Arbeiten befasste sich Lorenz Schreiner mit damals aktuellen klinischen und operativen Problemen und Fragen der Grundlagenforschung. Internationale Anerkennung brachten seine Untersuchungen über die Biochemie der wässerigen Flüssigkeiten im Innenohr. Er entdeckte und beschrieb 1961 im Rahmen der Erforschung des Innenohrs den 1964 nach ihm benannten „Schreiner-Effekt“. 1963 habilitierte er sich damit an der LMU bei Alexander Herrmann.
Lorenz Schreiner war 1965 Chairman am Internationalen HNO-Kongress in Tokio in der Sektion Innenohr-Biologie, Mitglied der deutschen Gesellschaft für HNO-Krankheiten, der österreichischen Gesellschaft für Kiefer- und Gesichtschirurgie und weiteren wissenschaftlichen Gremien.

### Heimatkundliches Wirken
Schreiner war sehr heimatverbunden und engagierte sich intensiv bei der Pflege der Kultur des Sudetenlandes, insbesondere des historischen Egerlands. Er trat früh der Sudetendeutschen Landsmannschaft bei und 1960 dem Verein Egerer Landtag e. V., dem Heimatverband für ehemalige Bürger der Stadt Eger und deren Umland, wo er 1965 in den Vorstand berufen wurde und von 1980 bis 2005 als Vorsitzender agierte. In seiner Amtszeit setzte der die Dokumentation des historischen Egerlandes in vier Bänden durch. Zudem wurden mehrere Ausstellungen veranstaltet. Er war auch Gründungsmitglied der Sudetendeutschen Akademie der Wissenschaften und Künste.

### Familie und Lebensende
Aus der Ehe mit seiner Frau Ursula, geborene Schmalz, stammen eine Tochter und zwei Söhne, der Religionspädagoge Martin Schreiner und ein Sohn, der Facharzt für Hals-Nasen-Ohren wurde. Lorenz Schreiner starb am 7. August 2008 im Alter von 88 Jahren und wurde auf dem Gräfelfinger Friedhof beigesetzt.

## Publikationen

### Medizinisch-wissenschaftliche Arbeiten
- Über ein großes Hamartom der Leber, in dem Gallensteine ausgebildet waren. o. O. 1952.
- Experimentelle Untersuchungen über die Bildungsstätten und den Stoffaustausch der Perilymphe. München 1963 und Acta oto-laryngologica, Stockholm 1966.
- Neuere experimentelle und klinische Erkenntnisse zur Frage einer interlabyrinthären Verbindung. In. Laryngo-Rhino-Otologie 78(7), 1999, S. 387–393.

### Herausgeber
- Heimatkreis Eger : Geschichte einer deutschen Landschaft in Dokumentationen und Erinnerungen. Oldenbourg Verlag, München 1981 (1. Aufl.). (3. Aufl. Egerer Landtag, Amberg 1997)
- Eger und das Egerland : Volkskunst und Brauchtum. Verlag Langen Müller, München u. a. 1988.
- Kunst in Eger : Stadt und Land. Verlag Langen Müller, München 1992.
- Denkmäler im Egerland : Dokumentation einer deutschen Kulturlandschaft zwischen Bayern und Böhmen. Unter Mitwirkung des Staatsarchives in Cheb/Eger unter Jaroslav Bohac sowie Viktor Baumgarten, Roland Fischer, Erich Hammer, Ehrenfried John und Heribert Sturm, Vertrieb: Egerer Landtag e. V., Amberg 2004.

## Ehrungen und Auszeichnungen
- 1980: Balthasar-Neumann-Plakette des Egerer Landtages im Rahmen der Festsichkeiten des „Egerer Birnsunnta“ in Schirnding
- 1982: Bundesverdienstkreuz am Bande
- 1988: Adalbert-Stifter-Medaille
- 1994: Nordgaupreis des Oberpfälzer Kulturbundes in der Kategorie „Heimatpflege“
- 1996: Bundesverdienstkreuz 1. Klasse
- 1996: Ritter-von-Gerstner-Medaille für besondere Verdienste um Wissenschaft und Forschung im Bereich HNO-Heilkunde
- 2000: Ehrenbrief der Sudetendeutschen Landsmannschaft
- 2000: Johannes-von-Tepl-Kulturpreis des Arbeitskreises Egerländer Kulturschaffender
- 20. Juni 2001: Bayerischer Verdienstorden
- 2002: Ehrenmitgliedschaft der Deutschen Gesellschaft für Hals-Nasen-Ohren-Heilkunde, Kopf- und Hals-Chirurgie
- 2005: Ehrenvorsitz des Egerländer Landtags